# Línea Aranjuez-Valencia
La línea Aranjuez-Valencia es una línea férrea de 354,8 kilómetros de longitud que pertenece a la red ferroviaria española. Se trata de una línea de ancho ibérico, no electrificada y en vía única. La línea forma parte de la Red Ferroviaria de Interés General y es catalogada por Adif como la «línea 310».
A diferencia de otros trazados, en sus orígenes la línea Aranjuez-Valencia no fue construida como tal, habiéndose constituido a partir de la unión de varias líneas férreas ya existentes. Los primeros pasos se dieron a finales del siglo XIX, con la construcción de las líneas Aranjuez-Cuenca y Utiel-Valencia, que entraron en servicio en 1885 y 1887, respectivamente. Aunque hubo planes para enlazar entre sí ambos trazados para establecer una conexión más directa entre Madrid y Valencia, estos no se concretarían hasta la década de 1920. Bajo la dictadura de Primo de Rivera se puso en marcha la construcción de la prevista línea Cuenca-Utiel, la cual se acabó dilatando durante casi veinte años. No sería hasta 1947 cuando se inauguró oficialmente el trazado.
La línea Aranjuez-Valencia llegó a vivir un cierto auge durante las primeras décadas de su existencia, acogiendo algunas circulaciones de largo recorrido. Sin embargo, a diferencia de lo que ocurría en el eje Madrid-Valencia vía Alcázar de San Juan y Albacete, el trazado nunca llegó a tener un tráfico de pasajeros o mercancías muy fluido. Esa situación, a lo que se unió la falta de mantenimiento y la progresiva obsolescencia de las infraestructuras, marcaron el declive de esta ruta ferroviaria. En la actualidad el trazado comprendido entre Tarancón y Utiel no se encuentra abierto al tráfico comercial.

## Historia

### Orígenes
Ya en la Ley General de Ferrocarriles de 1870 se preveía la construcción de un ferrocarril directo Madrid-Valencia a través de Aranjuez y Cuenca, aunque hasta la década de 1880 no hubo ningún proyecto en tal sentido. Se da la circunstancia de que en la década de 1850 ya se había construido una línea férrea que unía Madrid y Levante a través de Alcázar de San Juan y Albacete, la cual era propiedad de la Compañía de los Ferrocarriles de Madrid a Zaragoza y Alicante.
Desde 1882 la Sociedad de los Ferrocarriles de Cuenca a Valencia y Teruel —cuyo accionista principal era el Banco Regional Valenciano— inició la construcción de una línea férrea que enlazara Valencia con Cuenca. El tramo Valencia-Buñol se inauguró en julio de 1883 y dos años después lo haría el tramo Utiel-Siete Aguas; el trazado entre Siete Aguas y Buñol se concluyó en 1887, pero las obras no pasarían de Utiel. Ese mismo año la explotación de la línea Valencia-Utiel pasó a manos de la Compañía de los Caminos de Hierro del Este de España, que en 1892 sería anexionada por la compañía «Norte».
Paralelamente, en 1884 la compañía MZA comenzó la construcción de un ferrocarril que partía desde Aranjuez y llegaba a Cuenca. Antes de 1880 ya se había estipulado la construcción de esta línea según una concesión del Estado, siendo adquirida esta por MZA a partir de otra empresa encargada de su construcción. Los trabajos de construcción avanzaron con rapidez y la línea, de 152 km de longitud, sería abierta al tráfico el 5 de septiembre de 1885. A pesar de las peticiones que en su época se hicieron para que MZA continuara los trabajos de construcción hasta Utiel, la compañía no llegaría a moverse en ese sentido.

### El tramo Cuenca-Utiel
En 1926, durante la dictadura de Primo de Rivera, se declaró como prioritaria la construcción de la línea Cuenca-Utiel y se la incluyó en el llamado plan Guadalhorce, por lo que dieron comienzo los trabajos. Estos, sin embargo, avanzaron muy lentamente. Para 1935 ya se habían completado algunas importantes obras de ingeniería, como el viaducto de Mira. Durante el transcurso de la Guerra Civil (1936-1939) el bando republicano continuó los trabajos de construcción, si bien la situación bélica existente impidió un avance importante de las obras. Aun así, en 1937 ya se había logrado tender la totalidad de la línea telefónica, y para octubre de 1938 los tramos Cuenca-Arguisuelas y Camporrobles-Utiel estaban finalizados.
En 1941, con la nacionalización del ferrocarril de ancho ibérico, las líneas Aranjuez-Cuenca y Valencia-Utiel quedaron integradas en la red de RENFE. La dictadura franquista procedió a finalizar las obras. En noviembre de 1941 el tramo Enguinados-Camporrobles entró en servicio, mientras que el tramo Arguisuelas-La Gramedosa lo haría en junio de 1942. Finalmente, tras completarse el resto del trazado, el 25 de noviembre de 1947 tuvo lugar la inauguración oficial de toda la línea. El evento, que fue cubierto por los noticiarios del NO-DO, contó con la presencia del dictador Francisco Franco.

### De los años de RENFE a Adif
En sus primeros años la línea vivíó una etapa de auge, con un tráfico importante de pasajeros y mercancías que hacía la ruta directa Madrid-Valencia. Durante la década de 1970 fueron frecuentes las circulaciones de los trenes Talgo II y III por sus vías para enlazar la capital con Valencia. También proliferaron en esa época los TER que hacían la ruta Madrid-Cuenca-Valencia-Castellón de la Plana, a los que se unirían a partir de 1976 los TER que realizaban el servicio Madrid-Valencia-Gandía en temporadas veraniegas. Sin embargo, la mejora técnica que vivió por aquellos años la línea Madrid-Valencia por Albacete marcó el inicio del declive para la línea Aranjuez-Valencia, que empezó a perder tráfico y relevancia. Los trenes Talgo dejarían de circular a mediados de 1976. En la década de 1980 se produjo una modernización considerable con la introducción de los automotores de la serie 592 para los servicios de carácter regional.

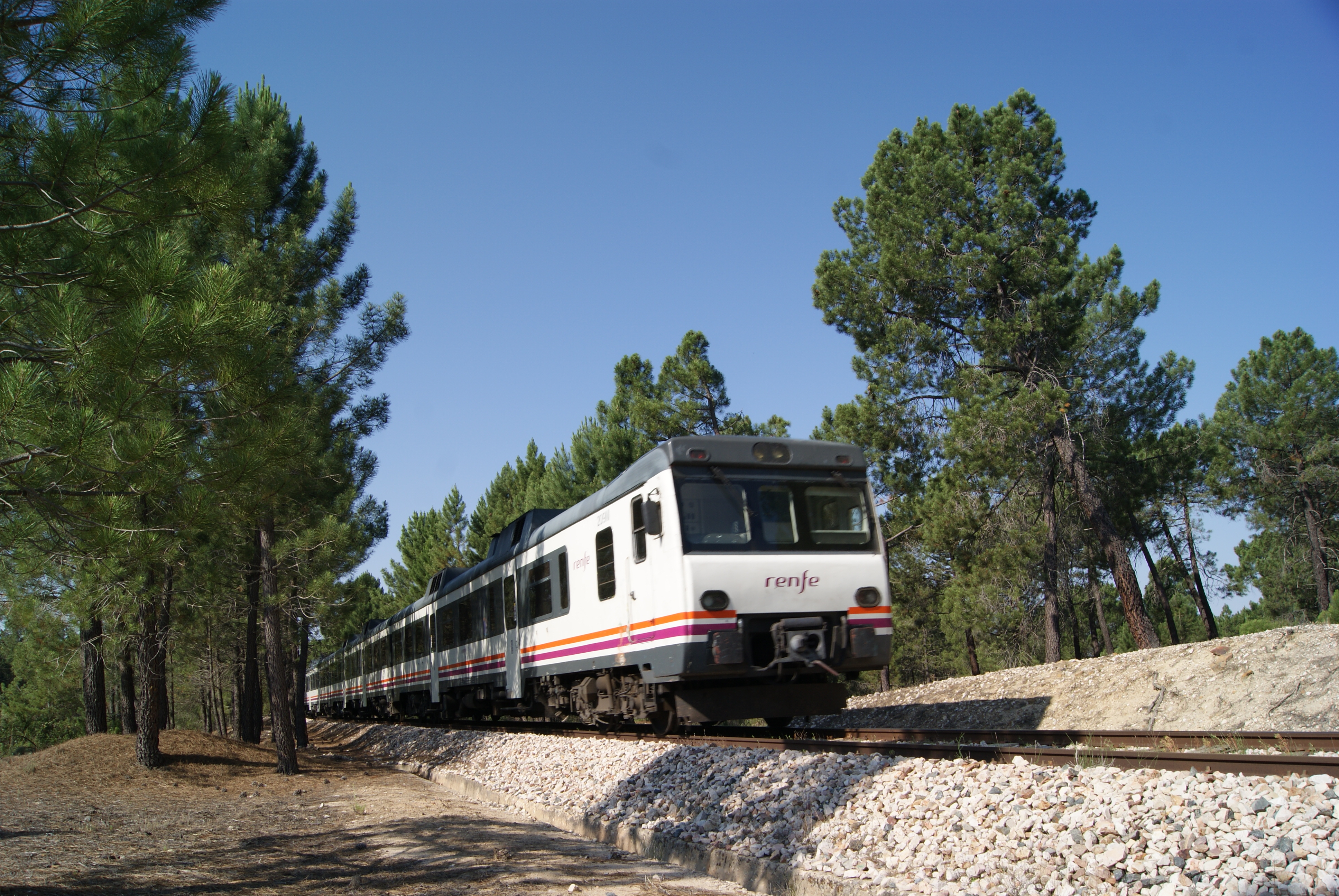
Tren entre Cuenca y Utiel, en 2017

En enero de 2005, con la división de la antigua RENFE en Renfe Operadora y Adif, la línea pasó a depender de este último organismo. Para esa época el trazado se encontraba en franco declive, con un tráfico muy reducido. Ante esa eventualidad muchas de las estaciones fueron cerradas al servicio o reconvertidas en apeaderos. 
En abril de 2008, con motivo de la llegada del AVE a Valencia y las obras realizadas para reorganizar las infraestructuras ferroviarias de la capital valenciana, se cortó el trazado entre las estaciones de Vara de Quart y Valencia-Norte. Con ello, los trenes procedentes de Madrid y Cuenca terminaban su trayecto en la nueva estación de Valencia-San Isidro, situación se mantuvo hasta septiembre de 2015, cuando se reanudó la conexión a través de la Fuente San Luis. En la declaración de red de Adif de 2016 se fijó en la estación de Valencia-Fuente San Luis el término de la línea. Esto supuso un cambio con el esquema anterior, pues hasta ese momento la estación de Valencia-Norte había constituido el final de la línea.

### Cierre parcial

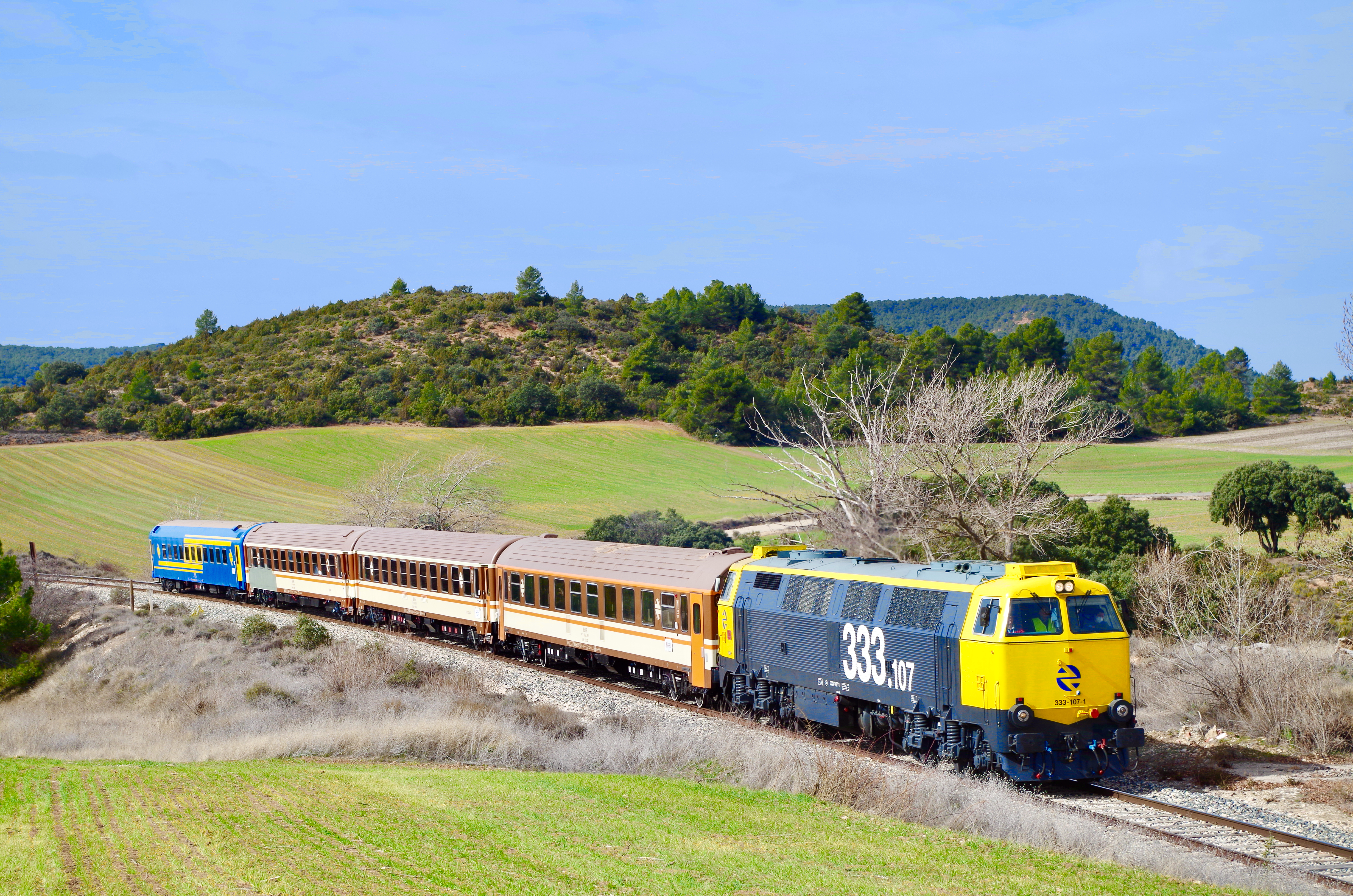
Tren circulando por la línea en febrero de 2022, en un viaje organizado por la Asociación de Amigos del Ferrocarril de Madrid.

En enero de 2021 se suspendieron los servicios ferroviarios entre Cuenca y Utiel debido a los graves daños provocados por la tormenta Filomena. La interrupción del servicio estaba previsto que tuviese un carácter temporal, si bien acabaría alargándose en el tiempo al no ejecutarse la reparación de las infraestructuras dañadas. Desde el Ministerio de Transportes y otras administraciones se acabó optando por el cierre parcial de la línea Aranjuez-Valencia bajo la premisa de la obsolescencia de las infraestructuras y su poca competitividad frente a otras opciones de transporte. El denominado «plan XCuenca» contemplaba la clausura del ferrocarril entre Tarancón y Utiel, incluyendo el levantamiento de la vía; el antiguo trazado sería reconvertido en una vía verde. En su lugar, los servicios ferroviarios convencionales se sustituirían por otros prestados a través de la línea de alta velocidad para las conexiones Madrid-Cuenca y mediante autobuses para atender a los pueblos.
El 20 de julio de 2022 se cerró al tráfico de pasajeros el trazado comprendido entre Aranjuez y Cuenca, tras haber circulado el día de antes el último servicio. Según la clasificación de Adif, en el trazado comprendido entre Aranjuez y Utiel se mantiene suspendido el tráfico comercial de pasajeros, si bien para el tráfico comercial de mercancías la suspensión de las circulaciones solo afecta al trazado comprendido entre Tarancón y Utiel. El 4 de marzo de 2023 el trazado que se encontraba afectado fue clausurado y dado de baja. No obstante, el 29 de junio de 2023 un auto del Tribunal Supremo suspendió cautelarmente el acuerdo del Consejo de Ministros en el cual se decretó el cierre del tramo Tarancón-Utiel, ante el perjuicio que causaría dicho cierre a los municipios afectados.

## Trazado y características
El kilometraje de la línea se divide en dos secciones: una primera, correspondiente al tramo Aranjuez-Utiel, que toma la estación de Aranjuez como punto de partida; y una segunda, correspondiente al tramo Utiel-Valencia. Esta segunda sección toma Utiel como partida, donde se reinicia el kilometraje, en correspondencia con la antigua línea Utiel-Valencia.

## Tráfico ferroviario
Una parte de su trazado forma parte de la línea C-3 de la red de Cercanías Valencia, que cubre las estaciones del tramo comprendido entre Utiel y Valencia.